# Bétika
Bétika (tên khai sinh là Brigitte Houedji, Grand-Bassam, Bờ Biển Ngà) là một ca sĩ và diễn viên đến từ Bờ Biển Ngà.

## Sự nghiệp
Sinh ra ở thành phố thủ đô cũ của Pháp thuộc Grand-Bassam, phía đông thủ đô Abidjan, Houedji là người vào chung kết trong "Le Famesol", được tổ chức tại Grand-Bassam vào năm 1987. Với sở thích và kỹ năng về âm nhạc, bà đã chơi và đi du lịch cùng các bản hòa tấu của François Lougah và Antoinette Konan liên tiếp. Năm 1996, Bétika đã phát hành album đầu tiên của mình, "Ma Vie" ("Cuộc sống của tôi" bằng tiếng Anh). Năm 2000, bà phát hành album thứ hai, Millenium 2000 Ah les Hommes!. Năm 2005 bà phát hành album thứ ba, Missié Pardon (Fakaloh). Thông qua tác phẩm của mình, Bétika ủng hộ tình yêu huynh đệ và tình yêu giữa vợ chồng cặp vợ chồng. Chủ đề âm nhạc của bà cũng bao gồm tình yêu giữa con người nói chung. Bằng sự bàng nhận, người hâm mộ âm nhạc Ivorian đã đặt tên cho bà là "L'avocate de l'Amour" ("Người ủng hộ tình yêu").
Năm 2006, Bétika đã giành được ba danh hiệu, bao gồm giải thưởng "Georges Taï Benson" tại Giải thưởng Âm nhạc Ivorian. Bà cũng được vinh danh là nữ nghệ sĩ xuất sắc nhất tại buổi lễ cho bài hát "Fakaloh".